# Tot Pond
Tot Pond är en sjö i Antarktis. Den ligger i Östantarktis. Nya Zeeland gör anspråk på området. Tot Pond ligger 1 064 meter över havet.